# Auguste Mayer

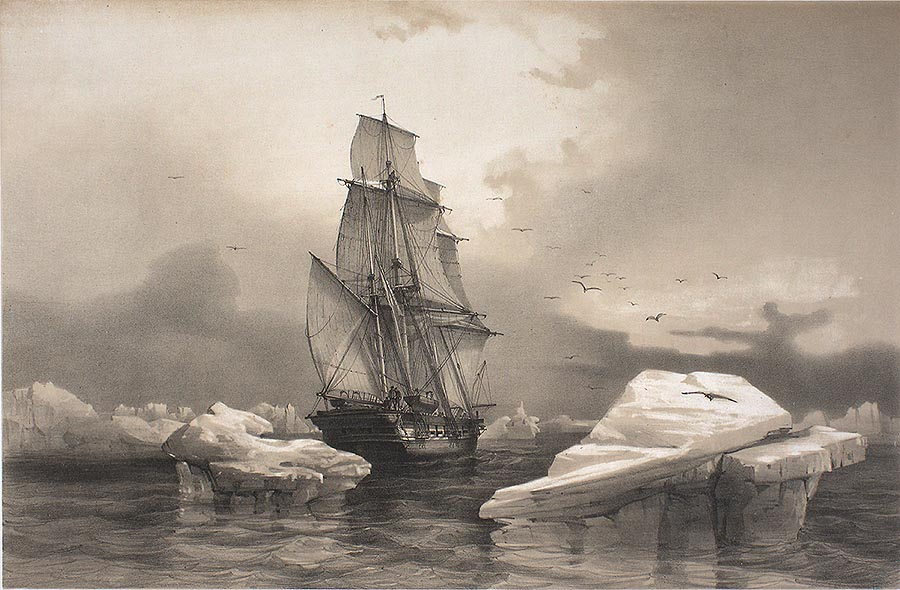
La corbeta "La Recherche" en Bear Island, Svalbard, 7 de agosto de 1838.

Auguste Francois Etienne Mayer fue un pintor francés, nacido en 1805 en Brest y fallecido en 1890 en la misma ciudad, especialista en marinas.
Auguste Mayer fue profesor de arte en la Academia Naval siendo Henri Zuber uno de sus estudiantes.

## Obra
- La toma del islote del Diamante.[1]